# Chu Tử Du
Chu Tử Du hay Châu Tử Du (tiếng Trung: 周子瑜; bính âm: Zhōu Zǐyú; Wade–Giles: Chou Tzu-yü, sinh ngày 14 tháng 6 năm 1999), thường được biết đến với nghệ danh Tzuyu (Tử Du, tiếng Hàn Quốc: 저우쯔위, đã Latinh hoá: Jeo'u Jjeu'wi, tiếng Nhật: チョウ・ツウィ, đã Latinh hoá: Chou Tsuwi), là một nữ ca sĩ người Đài Loan. Cô là thành viên nhỏ tuổi nhất của nhóm nhạc nữ Hàn Quốc Twice do công ty JYP Entertainment thành lập và quản lý.

## Tiểu sử
Chu Tử Du sinh ra tại Đài Nam, Đài Loan vào ngày 14 tháng 6 năm 1999 trong một gia đình doanh nhân tự lập. Năm 2012, cô được phát hiện tài năng tại MUSE Performing Arts Workshop ở Đài Nam và chuyển đến Hàn Quốc vào ngày 15 tháng 1 trong năm đó để tham gia thực tập.
Năm 2016, cô trở về Đài Loan để thi tốt nghiệp trung học tại Trường trung học cơ sở hợp nhất thành phố Đài Nam. Sau đó, cô theo học tại trường trung học nghệ thuật Hanlim Multi Art School ở Seoul vào năm 2016 và tốt nghiệp vào năm 2019.
Tzuyu được bình chọn là thành viên xinh nhất nhóm Twice. Cô có khả năng chơi đàn tranh và bắn cung rất giỏi.

## Sự nghiệp
Sau hơn hai năm thực tập, cô xuất hiện trong chương trình truyền hình thực tế Sixteen, lập tức gây ấn tượng với khán giả bởi vẻ ngoài xinh đẹp cùng thân hình nổi bật. Năm 2015, Tzuyu dành được một suất debut với Twice. Không giống như các thành viên khác, cô được chọn dựa trên phiếu bầu của khán giả. Nhóm ra mắt vào tháng 10 năm 2015.
Theo thống kê của Gallup Hàn Quốc, cô là thần tượng nổi tiếng nhất trong giới trẻ Hàn Quốc, trên cả Taeyeon và IU. Năm 2019, Tzuyu được TC Candler bầu chọn là sao nữ đẹp nhất thế giới.

## Sự cố lá cờ
Tháng 11 năm 2015, Tzuyu và các thành viên trong nhóm xuất hiện trên chương trình truyền hình Hàn Quốc My Little Television. Cô giới thiệu mình là người Đài Loan và giơ lá cờ của Đài Loan cùng với cờ của Hàn Quốc. Cô cũng giơ cờ của Nhật Bản hàm ý ba thành viên khác mang quốc tịch Nhật Bản.
Hoàng An là ca sĩ Trung Quốc sinh ra ở Đài Loan, đã đăng lên tài khoản Weibo và buộc tội cô là người hoạt động chủ nghĩa độc lập Đài Loan. Vài ngày trước khi kêu gọi dư luận chú ý vào Tzuyu, ông đã từng tố cáo nam diễn viên Hong Kong Vương Hỷ đưa ra ý kiến xúc phạm đến Trung Quốc Đại lục trên facebook. Sau đó khuôn mặt của Vương Hỷ bị bôi mờ đi trên đài truyền hình trung ương Trung Quốc và Vương Hỷ đã phát hành lời xin lỗi.
Cư dân mạng và truyền thông tại Trung Quốc phản ứng vô cùng phẫn nộ đối với hành động của Tzuyu, cáo buộc cô "thu lợi nhuận từ khán giả Trung Quốc trong khi giữ lập trường ủng hộ Đài Loan độc lập". Sau đó nhóm nhạc Twice bị đài truyền hình Trung Quốc cấm và Tzuyu bị đẩy ra khỏi hợp đồng quảng cáo với tập đoàn truyền thông Trung Quốc Huawei. JYP Entertainment cũng đình chỉ mọi hoạt động của cô tại Trung Quốc vào thời điểm đó.
Vào ngày 15 tháng 1 năm 2016, một ngày trước cuộc tổng tuyển cử ở Đài Loan, chủ tịch JYP Entertainment Park Jin Young đã đăng lời xin lỗi truyền thông Trung Quốc lên trang Weibo cá nhân. Bên cạnh đó, JYP cũng phát hành một đoạn video Tzuyu tiều tụy đọc lời xin lỗi, trích đoạn:
| “ | Chỉ có một Trung Quốc, hai bên của eo biển này là một, tôi đã luôn tự hào là người Trung Hoa. Tôi cảm thấy cực kỳ có lỗi với công ty của tôi và với cư dân mạng ở cả hai bên eo biển này vì nỗi đau mà tôi đã gây ra, và tôi vô cùng xin lỗi. | ” |

### Phản ứng
Video trên đã gây bão trên cộng đồng quốc tế, và công chúng Đài Loan đã bị sốc vào ngày bầu cử khi một cô bé 16 tuổi bị ép buộc một cách vô lý như vậy. Ba ứng cử viên Tổng thống Đài Loan đều phát hành thông cáo ủng hộ Tử Du. Ứng cử viên Đảng Dân Tiến (DPP) Thái Anh Văn phát biểu rằng: "Một công dân của Trung Hoa Dân Quốc không nên bị trừng phạt vì vẫy cờ bày tỏ sự kính trọng đất nước của mình, Tzuyu đã bị buộc phải nói ngược lại những gì ban đầu cô bé nghĩ, đó là một vấn đề nghiêm trọng và nó đã làm ảnh hưởng tâm lý của người Đài Loan". Trong khi đó, ứng cử viên Quốc Dân Đảng Chu Lập Luân đã cảm thấy rất buồn khi xem video của cô, đồng thời lên án hành động của Hoàng An và JYP Entertainment. Tổng thống tiền nhiệm Đài Loan Mã Anh Cửu đã phát biểu vấn đề này vào buổi bầu cử và nói: "Cô bé chưa làm gì sai nhưng buộc phải xin lỗi. Chúng tôi muốn nói với Tzuyu rằng cháu không cần phải làm như thế, chúng tôi ủng hộ cháu." 
Hội đồng nội vụ Đại lục của Đài Loan (MAC) bắt đầu bảo vệ Tzuyu. Họ nói rằng không phải là sai trái khi cầm một lá cờ Đài Loan, mà nó lại cho thấy rõ hơn tình yêu đất nước quê hương của Tzuyu. Hơn nữa, MAC cho biết đã nộp đơn phản đối mạnh mẽ lên Văn phòng nội vụ Đại lục Đài Loan (TAO), kêu goị chính phủ Trung Quốc "hãy kiềm chế khu vực kinh tế tư nhân của Trung Quốc" và nói rằng "ảnh hưởng tâm lý nghiêm trọng" của người dân Đài Loan và có thể tiếp tục thiệt hại quan hệ xuyên eo biển. Đơn kiện cũng lên án động thái của Hoàng An và kêu gọi mọi người trên cả hai bên eo biển "hãy trân trọng mối quan hệ thân thiện mà khó khăn lắm mới giành được".
Tờ Nhân dân Nhật báo, một cơ quan ngôn luận của Đảng Cộng sản Trung Quốc, xuất bản một bài viết trên tài khoản truyền thông xã hội nói rằng đó là không công bằng khi gọi Tử Du là "Người theo chính sách ly khai Đài Loan" vì đã vẫy một lá cờ của Trung Hoa Dân Quốc, và nói thêm rằng "Sự biểu hiện của Trung Hoa Dân Quốc bao hàm nguyên tắc 'một Trung Quốc'".
JYP Entertainment cho biết, vì Tử Du dưới 18 tuổi nên công ty đã kiếm được sự đồng ý của cha mẹ cô trước khi để cô thực hiện video xin lỗi. Họ cũng nói thêm, "tín ngưỡng cá nhân không phải là việc mà một công ty có thể hoặc nên ép buộc một ai khác, và điều này sẽ không bao giờ xảy ra"

### Ảnh hưởng đến cuộc bầu cử
Vụ việc này đã gây chú ý quốc tế vì nó được cho là đã ảnh hưởng đến cuộc tổng tuyển cử Đài Loan năm 2016, Thái Anh Văn giành chiến thắng. Trong khi bà và phe ủng hộ độc lập DPP của bà đã dẫn đầu cuộc thăm dò hàng tháng trước cuộc bầu cử, một khảo sát cho thấy rằng video lời xin lỗi của Chu Tử Du đã ảnh hưởng đến quyết định của hơn 1,34 triệu cử tri trẻ, bằng cách khiến họ do dự khi bỏ phiếu hoặc làm họ thay đổi phiếu bầu. Các học giả tin rằng sự việc trên đã đóng góp một hoặc hai phần trăm bên lề chiến thắng của Thái Anh Văn. Bà cũng đã đề cập đến sự việc này trong bài phát biểu chiến thắng, nói rằng điều này đã "chọc tức nhiều người Đài Loan, bất kể đảng phái chính trị của họ" và sẽ "dùng nó như là một lời nhắc nhở liên tục (cho bà) về tầm quan trọng của sức mạnh đại đoàn kết (Đài Loan) đối với những người bên ngoài biên giới.

### Ảnh hưởng đối với Hoàng An
Video lời xin lỗi của Tử Du khiến người Đài Loan phản đối dữ dội chống đối với kẻ chủ mưu Hoàng An. Trong số các phản ứng khác bằng phương tiện truyền thông Đài Loan, một chương trình truyền hình Đài Loan nổi tiếng hủy bỏ sự xuất hiện sắp tới của Hoàng An, trong khi một chuỗi karaoke loại bỏ vĩnh viễn các bài hát của Hoàng An trong danh sách nhạc. Hơn 10.000 công dân Đài Loan tức giận cam kết sẽ tham dự một cuộc biểu tình đường phố chỉ trích Hoàng An vào ngày 24 tháng 1 năm 2016. Tuy nhiên, cuộc biểu tình bị hủy bỏ để ngăn chặn sự kiện khỏi bị khai thác về mặt chính trị hay làm ảnh hưởng tiêu cực đến Tử Du.
Luật sư nhân quyền Đài Loan Vương Khả Phú (王可富) đã đệ đơn kiện đến Văn phòng công tố viên quận Đài Bắc chống lại Hoàng An và JYP Entertainment sau khi phát hành video lời xin lỗi. Ông Vương trích dẫn rằng hành động của ông Hoàng có thể vi phạm luật hình sự và cộng thêm sức ép tâm lý từ Hoàng và công ty JYP này cản trở quyền tự chủ của Tử Du và thúc ép cô bé phải làm điều mà không cần thiết phải làm.
Hoàng đã thông báo trên tài khoản Weibo của mình rằng ông sẽ tổ chức một buổi họp báo vào ngày 3 tháng 2 năm 2016 tại Đài Loan để thảo luận về phía của ông trong câu chuyện, Hoàng tuyên bố rằng ông không phạm pháp và tin vào bản thân ông đối với tác động của sự cố cuộc bầu cử Đài Loan. Ngay sau đó, Hoàng tự xóa sổ tất cả các bài viết trên tài khoản Weibo của ông, lên tới khoảng 4.900 bài viết và hình ảnh.

### Ảnh hưởng đối vớiJYP Entertainment
Vào ngày thứ Hai sau khi phát hành video, cổ phiếu của JYP Entertainment trên KOSDAQ giảm mạnh nhất trong 52 tuần, từ ₩ 6300 đến ₩ 4,000, cuối cùng chốt tại mức ₩ 4.300.
Ngoài vụ kiện của George Wang, Trung tâm đa văn hóa Hàn Quốc cũng đặt câu hỏi về đạo đức của công ty. Trung tâm sẽ tiến hành một cuộc điều tra để xác định xem lời xin lỗi của Tzuyu là bị ép buộc hay tự nguyện và sẽ lên kế hoạch kiện Park Jin-young và JYP Entertainment vì phân biệt chủng tộc và vi phạm nhân quyền nếu hành động đó được tìm thấy là bị cưỡng ép.
Một ngày sau lời xin lỗi của Chu Tử Du, các hacker anonymous thực hiện tấn công từ chối dịch vụ (DDoS) vào trang web của JYP Entertainment. JYP Entertainment thông báo rằng trong khi danh tính và nguồn gốc của các hacker hầu như không thể dò ra, họ nghi ngờ có một kết nối mạnh mẽ giữa cuộc tấn công và những tranh cãi xung quanh Tử Du. Phương tiện truyền thông Hàn Quốc cho rằng một nhóm hacker Đài Loan nào đó đã thực hiện cuộc tấn công này sau khi nhóm này tuyên bố thế lực trên phương tiện truyền thông xã hội.
Đáp lại những lời chỉ trích, JYP Entertainment đã thông báo rằng công ty sẽ áp dụng thủ tục mới liên quan đến xuất khẩu và các hoạt động ở nước ngoài để bảo vệ nhân viên khỏi tranh cãi trong tương lai. Điều này bao gồm việc thực hiện đào tạo tính nhạy văn hóa cho các nghệ sĩ và nhân viên của công ty. Trong một cuộc phỏng vấn với The Korea Times, một đại diện của JYP nói rằng việc đào tạo này sẽ bao gồm các vấn đề liên quan đến những xung đột chính trị giữa các quốc gia.

## Danh sách đĩa nhạc
| Năm  | Bài hát   | Album        | Với   |
| ---- | --------- | ------------ | ----- |
| 2019 | 21:29     | Feel Special | Twice |
| 2022 | Celebrate | Celebrate    | Twice |

## Danh sách phim và chương trình

### Chương trình truyền hình
| Năm  | Chương trình | Kênh | Vai      | Ghi chú                                        |
| ---- | ------------ | ---- | -------- | ---------------------------------------------- |
| 2015 | Sixteen      | Mnet | Thí sinh | Chương trình sống còn để chọn thành viên Twice |

## Video âm nhạc

### Xuất hiện tại các MV
| Năm  | Tựa đề                     | Nghệ sĩ | Vai      | Ghi chú                                                              |
| ---- | -------------------------- | ------- | -------- | -------------------------------------------------------------------- |
| 2014 | Stop Stop It               | Got7    | Bản thân | Trước khi ra mắt                                                     |
| 2015 | Only You                   | Miss A  | Bản thân | Trước khi ra mắt                                                     |
| 2015 | Like OOH-AHH               | Twice   | Bản thân | M/V Debut của Tzuyu                                                  |
| 2016 | Cheer Up                   | Twice   | Bản thân |                                                                      |
| 2016 | TT                         | Twice   | Bản thân |                                                                      |
| 2017 | Knock Knock                | Twice   | Bản thân |                                                                      |
| 2017 | Signal                     | Twice   | Bản thân |                                                                      |
| 2017 | TT (Japanese)              | Twice   | Bản thân |                                                                      |
| 2017 | One More Time (Japanese)   | Twice   | Bản thân | M/V Nhật Bản đầu tiên của Tzuyu                                      |
| 2017 | Likey                      | Twice   | Bản thân |                                                                      |
| 2017 | Heart Shaker               | Twice   | Bản thân |                                                                      |
| 2017 | Merry & Happy              | Twice   | Bản thân |                                                                      |
| 2018 | Candy Pop (Japanese)       | Twice   | Bản thân |                                                                      |
| 2018 | Brand New Girl (Japanese)  | Twice   | Bản thân |                                                                      |
| 2018 | What Is Love               | Twice   | Bản thân |                                                                      |
| 2018 | Wake Me Up (Japanese)      | Twice   | Bản thân |                                                                      |
| 2018 | I Want You Back (Japanese) | Twice   | Bản thân |                                                                      |
| 2018 | Dance The Night Away       | Twice   | Bản thân |                                                                      |
| 2018 | BDZ (Japanese)             | Twice   | Bản thân |                                                                      |
| 2018 | Yes or Yes                 | Twice   | Bản thân |                                                                      |
| 2019 | Fancy                      | Twice   | Bản thân |                                                                      |
| 2019 | Happy Happy (Japanese)     | Twice   | Bản thân |                                                                      |
| 2019 | Breakthrough (Japanese)    | Twice   | Bản thân |                                                                      |
| 2019 | Feel Special               | Twice   | Bản thân |                                                                      |
| 2019 | Fake & True (Japanese)     | Twice   | Bản thân |                                                                      |
| 2020 | More & More                | Twice   | Bản thân |                                                                      |
| 2020 | Fanfare                    | Twice   | Bản thân |                                                                      |
| 2020 | Fancy (Japanese)           | Twice   | Bản thân |                                                                      |
| 2020 | I Can't Stop Me            | Twice   | Bản thân |                                                                      |
| 2020 | Better (Japanese)          | Twice   | Bản thân |                                                                      |
| 2021 | Alcohol Free               | Twice   | Bản thân |                                                                      |
| 2021 | The Feel (English)         | Twice   | Bản thân | M/V tiếng Anh đầu tiên của Tzuyu                                     |
| 2021 | Scientist                  | Twice   | Bản thân |                                                                      |
| 2022 | Celebrate (Japanese)       | Twice   | Bản thân |                                                                      |
| 2022 | Talk That Talk             | Twice   | Bản thân | M/V đầu tiên của Tzuyu sau khi tái ký hợp đồng với JYP Entertainment |

## Hoạt động riêng

### Dự án âm nhạc "MELODY PROJECT"
| Năm  | Tên bài hát               | Nghệ sĩ      | Ghi chú                                  |
| ---- | ------------------------- | ------------ | ---------------------------------------- |
| 2021 | ''ME!''                   | Taylor Swift | Có sự góp giọng của Stray Kids Bang Chan |
| 2022 | ''Christmas Without You'' | Ava Max      | [ 39 ]                                   |

### Photobook
| Tên              | Ngày phát hành      | Nhà xuất bản      | Ref           |
| ---------------- | ------------------- | ----------------- | ------------- |
| Yes, I am Tzuyu. | 28 tháng 4 năm 2020 | JYP Entertainment | [ 40 ] [ 41 ] |

## Quảng cáo
| Năm  | Sản phẩm                   | Ghi chú |
| ---- | -------------------------- | ------- |
| 2015 | LG Uplus LTE Video Portal  |         |
| 2015 | LG Uplus Dualphone Y6      |         |
| 2015 | LG Uplus Raybeam Projector |         |